# Данилівка (річка)
Дани́лівка (Дани́лова) — річка в Україні, в межах Новоушицького району Хмельницької області. Ліва притока Дністра (басейн Чорного моря).

## Опис
Довжина 17 км. Площа водозбірного басейну 105 км². Долина V-подібна, у декількох місцях каньйоноподібна. Заплава майже відсутня. Річище слабозвивисте. 

## Розташування
Бере свій початок біля села Песець. Тече на південь, місцями на південний схід. Впадає до Дністра на південний схід від села Березівка. 
- Над річкою розташований Данилівський ландшафтний заказник.

## Цікаві факти
- У XIX столітті на річці було побудовано 11 водяних млинів[1].